# Histórico eleitoral de Barack Obama
Esta é a histórico eleitoral de Barack Obama. Obama foi o 44º presidente dos Estados Unidos (2009 – 2017) e senador dos Estados Unidos por Illinois (2005 – 2008).

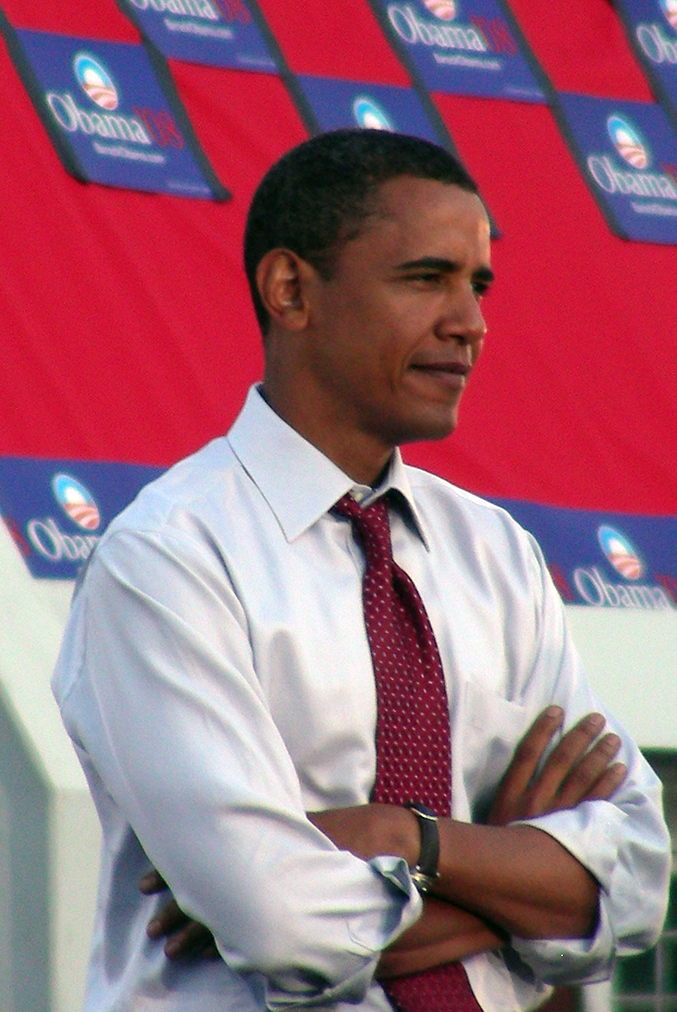
Barack Obama em campanha presidencial.

Membro do Partido Democrata, Obama foi eleito pela primeira vez para o Senado de Illinois em 1997, representando o 13º distrito, que cobria grande parte do lado sul de Chicago. Em 2000, Obama fez uma campanha malsucedida para o 1º distrito congressional de Illinois na Câmara dos Representantes dos Estados Unidos contra o titular Bobby Rush, que estava em seu quarto mandato. Em 2004, Obama fez campanha para o Senado dos EUA, participando da primeira eleição para o Senado em que os dois candidatos dos principais partidos eram afro-americanos, com Alan Keyes concorrendo como candidato republicano. Obama venceu a eleição, conquistando uma cadeira anteriormente representada pelo republicano Peter Fitzgerald.
Em 2008, Obama entrou nas primárias democratas para a eleição presidencial dos EUA. Inicialmente, vários candidatos se inscreveram, mas com o tempo o número de candidatos diminuiu para Obama e a senadora Hillary Clinton, de Nova York. A disputa foi altamente competitiva entre os dois, e nenhum deles conseguiu atingir a maioria dos delegados sem a adição de delegados não comprometidos. Por fim, Clinton encerrou sua campanha e apoiou Obama para a nomeação, o que motivou sua vitória. Ele enfrentou o senador John McCain, do Arizona, como candidato republicano, derrotando-o com 365 votos eleitorais contra 173 de McCain.
Obama buscou a reeleição para um segundo mandato em 2012, concorrendo praticamente sem oposição nas primárias democratas. Seu oponente nas eleições gerais foi o ex-governador de Massachusetts Mitt Romney. Obama obteve 332 votos eleitorais, derrotando Romney, que obteve 206. Após esta eleição, ele se tornou o primeiro presidente desde Dwight D. Eisenhower a receber duas vezes mais de 51% do voto popular.

## Senado de Illinois

### 1997
| Partido                 | Candidato               | Votos  | %      |
| ----------------------- | ----------------------- | ------ | ------ |
| Democrata               | Barack Obama            | 48.592 | 82,16% |
| Harold Washington Party | David Whitehead         | 7.461  | 12,62% |
| Republicano             | Rosette Caldwell Peyton | 3.091  | 5.23%  |
| Total de votos          | Total de votos          | 59,144 | 100%   |

### 1998
| Partido        | Candidato              | Votos  | %      |
| -------------- | ---------------------- | ------ | ------ |
| Democrata      | Barack Obama (titular) | 45.486 | 89,17% |
| Republicano    | Yesse B. Yehudah       | 5.526  | 10,83% |
| Total de votos | Total de votos         | 59,144 | 100%   |

| Partido        | Candidato              | Votos  | %      |
| -------------- | ---------------------- | ------ | ------ |
| Democrata      | Barack Obama (titular) | 48.717 | 100%   |
| Republicano    | Yesse B. Yehudah       | 5.526  | 10,83% |
| Total de votos | Total de votos         | 54,242 | 100%   |

## Câmara dos Representantes

### 2000
| Partido        | Candidato        | Votos  | %      |
| -------------- | ---------------- | ------ | ------ |
| Democrata      | Bobby Rush       | 59.599 | 61,03% |
| Democrata      | Barack Obama     | 29.649 | 30,36% |
| Democrata      | Donne E. Trotter | 6.915  | 7,08%  |
| Democrata      | George Roby      | 1.501  | 1,54%  |
| Total de votos | Total de votos   | 59,144 | 100%   |

## Eleições para o Senado dos Estados Unidos (2004)

### Primárias
| Partido        | Candidato            | Votos     | %      |
| -------------- | -------------------- | --------- | ------ |
| Democrata      | Barack Obama         | 655.923   | 52,77% |
| Democrata      | Dan Hynes            | 294.717   | 23,71% |
| Democrata      | Blair Hull           | 134.453   | 10,82% |
| Democrata      | Maria Pappas         | 74.987    | 6,03%  |
| Democrata      | Gery Chico           | 53.433    | 4,30%  |
| Democrata      | Nancy Skinner        | 16.098    | 1,30%  |
| Democrata      | Joyce Washington     | 13.375    | 1,08%  |
| Democrata      | Estella Johnson-Hunt | 10        | 0.00%  |
| Total de votos | Total de votos       | 1.252.986 | 100%   |

### Eleição Geral
| Partido        | Candidato         | Votos     | %      |
| -------------- | ----------------- | --------- | ------ |
| Democrata      | Barack Obama      | 3.598.277 | 69,97% |
| Republicano    | Alan Keyes        | 1.391.030 | 27,05% |
| Independente   | Albert J. Franzen | 81.186    | 1,58%  |
| Libertário     | Jerry Kohn        | 69.276    | 1,35%  |
| Write-in       | Write-in          | 2.930     | 0,05%  |
| Total de votos | Total de votos    | 5.142.699 | 100%   |

## Presidente dos Estados Unidos (2008)

### Primária Democrata de 2008[7]
Contanto apenas caucuses:
| Partido          | Candidato        | Votos      | %      |
| ---------------- | ---------------- | ---------- | ------ |
| Democrata        | Barack Obama     | 16,706,853 | 49.04% |
| Democrata        | Hillary Clinton  | 16,239,821 | 47.67% |
| Democrata        | John Edwards     | 742,010    | 2.18%  |
| Democrata        | Bill Richardson  | 89,054     | 0.26%  |
| Não comprometido | Não comprometido | 82,660     | 0.24%  |
| Democrata        | Dennis Kucinich  | 68,482     | 0.20%  |
| Democrata        | Joe Biden        | 64,041     | 0.19%  |
| Democrata        | Mike Gravel      | 27,662     | 0.08%  |
| Democrata        | Christopher Dodd | 25,300     | 0.07%  |
| Outros           | Outros           | 22,556     | 0.07%  |
| Total de votos   | Total de votos   | 34,068,439 | 100%   |

Incluindo primárias que violaram o comitê do Partido Democrata (Flórida e Michigan):
| Partido          | Candidato        | Votos      | %      |
| ---------------- | ---------------- | ---------- | ------ |
| Democrata        | Hillary Clinton  | 18,225,175 | 48.03% |
| Democrata        | Barack Obama     | 17,988,182 | 47.41% |
| Democrata        | John Edwards     | 1,006,275  | 2.65%  |
| Não comprometido | Não comprometido | 299,610    | 2.79%  |
| Democrata        | Bill Richardson  | 106,073    | 0.28%  |
| Democrata        | Dennis Kucinich  | 103,994    | 0.27%  |
| Democrata        | Joe Biden        | 81,641     | 0.22%  |
| Dispersos        | Dispersos        | 44,348     | 0.12%  |
| Democrata        | Mike Gravel      | 40,251     | 0.11%  |
| Democrata        | Christopher Dodd | 35,281     | 0.09%  |
| Total de votos   | Total de votos   | 37,980,830 | 100%   |

Incluindo superdelegados:
| Primárias presidenciais do Partido Democrata em 2008 | Primárias presidenciais do Partido Democrata em 2008 | Primárias presidenciais do Partido Democrata em 2008 | Primárias presidenciais do Partido Democrata em 2008 |
| Candidatos                                           | Delegados                                            | Delegados                                            | Delegados                                            |
| Candidatos                                           | Delegados prometidos                                 | Superdelegados                                       | Total de delegados                                   |
| ---------------------------------------------------- | ---------------------------------------------------- | ---------------------------------------------------- | ---------------------------------------------------- |
| Barack Obama                                         | 1,795                                                | 361                                                  | 2,156                                                |
| Hillary Clinton                                      | 1,637                                                | 285                                                  | 1,922                                                |
| John Edwards                                         | 4                                                    | 2                                                    | 6                                                    |
| Total                                                | 3,436                                                | 648                                                  | 4,084                                                |
| Necessários para vencer                              | Necessários para vencer                              | Necessários para vencer                              | 2,118                                                |

### Eleição geral
| Candidato        | Running mate     | Partido      | Voto popular | Voto popular | Voto eleitoral | Voto eleitoral |
| Candidato        | Running mate     | Partido      | Votos        | %            | Votos          | %              |
| ---------------- | ---------------- | ------------ | ------------ | ------------ | -------------- | -------------- |
| Barack Obama     | Joe Biden        | Democrata    | 69,498,516   | 52.91        | 365            | 67.84          |
| John McCain      | Sarah Palin      | Republicano  | 59,948,323   | 45.64        | 173            | 32.16          |
| Ralph Nader      | Matt Gonzalez    | Independente | 739,034      | 0.56         |                |                |
| Bob Barr         | Wayne Allyn Root | Libertário   | 523,715      | 0.40         |                |                |
| Chuck Baldwin    | Darrell Castle   | Constituição | 199,750      | 0.15         |                |                |
| Cynthia McKinney | Rosa Clemente    | Verde        | 161,797      | 0.12         |                |                |
| Outros           | Outros           | Outros       | 290,626      | 0.22         |                |                |
| Total            | Total            | Total        | 131,361,761  | 100.00       | 538            | 100.00         |

## Presidente dos Estados Unidos (2012)

### Primária Democrata de 2012
| Partido            | Candidato            | Votos              | Delegados | %     | Convenção | Convenção |
| Partido            | Candidato            | Votos              | Delegados | %     | Delegados | %         |
| ------------------ | -------------------- | ------------------ | --------- | ----- | --------- | --------- |
| Democrata          | Barack Obama         | 8,106,369          | 4.780     | 91,0% | 5.556     | 100%      |
| Democrata          | John Wolfe Jr.       | 116,639            | 23        | 1,3%  |           |           |
| Democrata          | Keith Judd           | 73,138             | 15        | 0,8%  |           |           |
| Democrata          | Darcy Richardson     | 41,730             | 0         | 0,5%  |           |           |
| Democrata          | Bob Ely              | 29,947             | 0         | 0,3%  |           |           |
| Democrata          | Randall Terry        | 22,858             | 7         | 0,3%  |           |           |
| Democrata          | Jim Rogers           | 15,535             | 3         | 0,2%  |           |           |
| Democrata          | Outro/Não confirmado | 500,240            | 79        | 5,6%  |           |           |
| Contestados        | Contestados          | Contestados        | 60        |       |           |           |
| Total de delegados | Total de delegados   | Total de delegados | 4.780     |       | 5.556     | 5.556     |
| Total de votos     | Total de votos       | 8,903,722          | -         | 100%  | -         | -         |

### Eleição geral
| Candidato           | Running mate     | Partido     | Voto popular | Voto popular | Voto eleitoral | Voto eleitoral |
| Candidato           | Running mate     | Partido     | Votos        | %            | Votos          | %              |
| ------------------- | ---------------- | ----------- | ------------ | ------------ | -------------- | -------------- |
| Barack Obama (inc.) | Joe Biden (inc.) | Democrata   | 65,915,795   | 51.06        | 332            | 61.71          |
| Mitt Romney         | Paul Ryan        | Republicano | 60,933,504   | 47.20        | 206            | 38.29          |
| Gary Johnson        | Jim Gray         | Libertário  | 1,275,971    | 0.99         |                |                |
| Jill Stein          | Cheri Honkala    | Verde       | 469,627      | 0.36         |                |                |
| Outros              | Outros           | Outros      | 490,513      | 0.38         |                |                |
| Total               | Total            | Total       | 129,085,410  | 100.00       | 538            | 100.00         |